# جوانا تیلور
 جوانا تیلور (انگلیسی: Joanna Taylor؛ زادهٔ ۲۴ ژوئیهٔ ۱۹۷۸) یک هنرپیشه اهل بریتانیا است. وی از سال ۱۹۹۵ میلادی تاکنون مشغول فعالیت بوده‌است.